# Propulsión alternativa

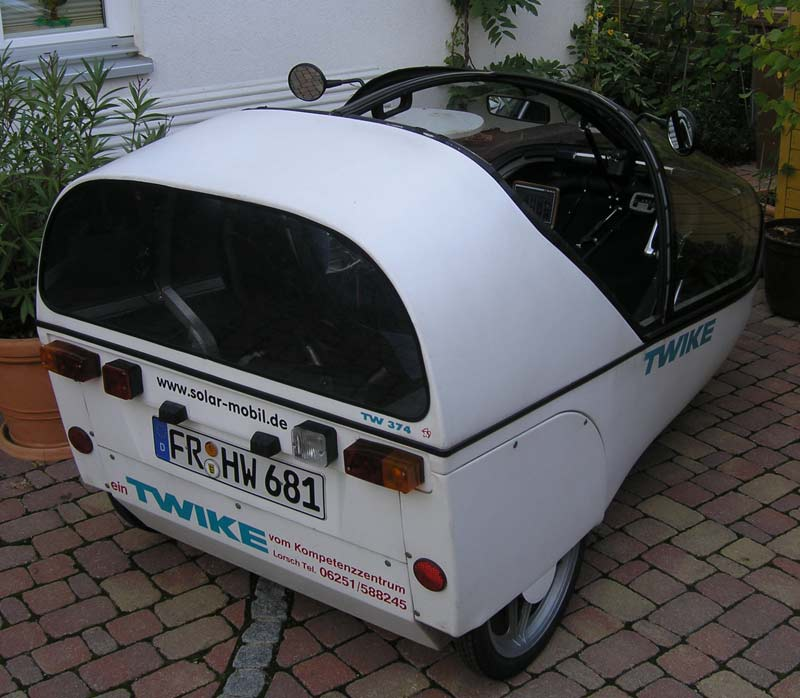
Vehículo con propulsión alternativa.

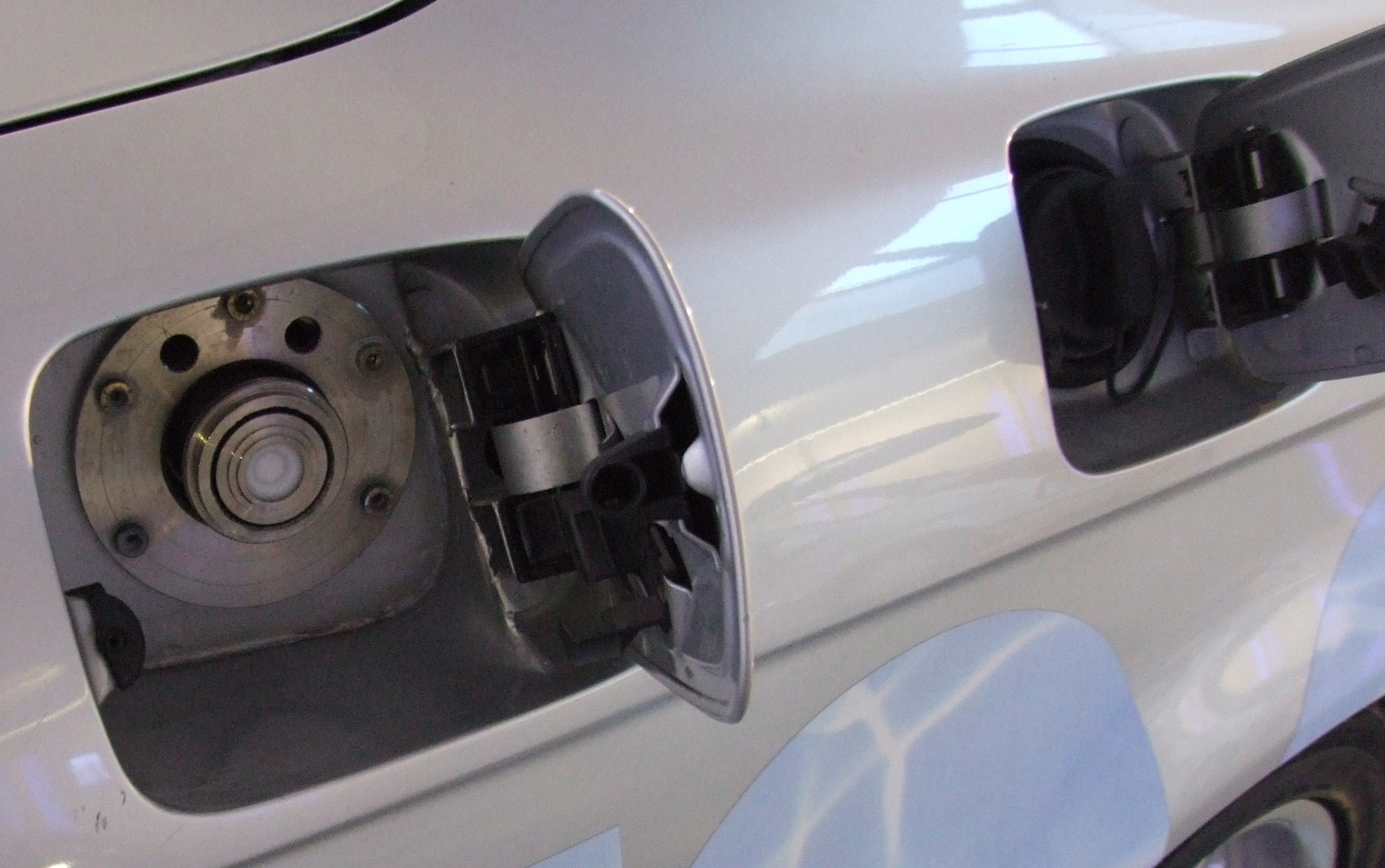
Izquierda: tapón de llenado de hidrógeno de un BMW. Derecha: tapón de llenado para combustible, Museo Autovision, Altlußheim, Baden-Württemberg, Alemania.

Desde hace muchos años los medios de transporte desde trenes hasta autos, han utilizado la gasolina o el diésel fósil como medio para operar. Los antiguos motores de vapor y carbón ya pasaron a la historia. Pero actualmente el uso de productos fósiles como la gasolina, traen consecuencias preocupantes para el medio ambiente debido a sus emisiones de CO2(Dióxido de carbono).
El exceso de monóxido de carbono, óxidos nitrogenados y otros gases que los combustibles fósiles añaden al medio, son los que generan contaminación y grandes daños ecológicos o a la salud.

## Motivación y petro-libre
El motivo para la investigación de sistemas alternativos de propulsión, se debe primariamente a la finalidad de buscar métodos más sostenibles de transporte que los basados en combustibles fósiles.
"Petro-libre" o petro-free es un término que indica que no usa o vende petróleo, como "estación de servicio petro-libre" y "vehículo petro-libre".
Existen muchos grupos de interés relacionados con el tema de los autos ecológicos, los 4 grupos más importantes son los que se encuentran a continuación, aquí se hace referencia al papel que juega cada uno: 
1) La industria automovilística
Como afirma Carlos Ghosn, presidente de Nissan y Renault, en el futuro no tendremos combustibles baratos, ya que actualmente, por la crisis mundial, el precio del petróleo ha bajado, pero cuando nos repongamos de este tropiezo, el barril volverá a sus precios elevados. Es por este motivo, por el cual debemos impulsar el uso de los automóviles ecológicos. La principal motivación de esta industria es económica y de su propia subsistencia,
2) La comunidad científica
La Doctora Gabrielle Carbonell del centro Mario Molina, nos dice que es muy importante, no solo para el medioambiente sino para apoyar a la economía del particular, que el senado de la república apruebe la propuesta del centro Mario Molina de disminuir las emanaciones y aumentar el rendimiento del vehículo; ella nos trae de ejemplo a Brasil y a la Unión Europea, que hoy en día ya cuentan con las leyes en la industria automotriz. Además ella nos propone que poco a poco se logre alcanzar la meta de aumentar el rendimiento de 12 km a 20 km por litro de combustible y disminuir las emanaciones de 180 gramos a 130 gramos de CO2 por kilómetro.
Por otra parte, Jorge López Morton del grupo López Morton nos trae una muy interesante postura del futuro que tiene México en lo que respecta a la postura de aceptación del biodiésel, ya que es un combustible que se quema de una manera limpia, manufacturado a partir de no solo grasas animales sino también vegetales, lo que lo hace un combustible que se puede regenerar, y se obtiene en un proceso conocido como transesterificación. Las motivaciones de esta comunidad son más diversas y van desde la económica a la puramente ecológica.
El biodiésel trae ventajas inmediatas reduce emisiones por tubo de escape, reduce significativamente emisión de sustancias carcinogénicas, B20 reduce significativamente emisiones visibles, así mismo aumenta la lubricación hasta en un 60%. 
3) El gobierno
El gobierno juega un papel importante en el impulso de autos ecológicos, por ejemplo: “El gobierno de Inglaterra está comprometido en apoyar a la industria automotriz en Inglaterra mientras ésta se mueve hacia el desarrollo de productos que emitan menos carbono” dijo el secretario de Comercio, Peter Mandelson. “Este es un proyecto que apunta a diseñar autos más ecológicos, protegiendo la tecnología”, dijo.
Por otro parte, el gobierno español otorgará una ayuda para que los ciudadanos cambien sus viejos autos contaminantes por unidades menos ofensivas al medioambiente. Uno de los principales objetivos de este plan también es reducir los accidentes de tráfico, ya que si en España todos los vehículos contarán con control electrónico de estabilidad, se podrían evitar cerca de 2.000 accidentes y 3.000 víctimas.
Además, recordemos que en la fase anterior, encontramos una postura a favor por parte de la Cámara de Diputados de México, ya que nuestros representantes aprobaron una reforma que elimina el pago de tenencia para autos híbridos y eléctricos, además de reducir el precio de venta de las motocicletas. Sus motivaciones son políticas, económicas y de control de la energía.
4) La industria petrolera 
Las industrias se verán afectadas cada día más al no actuar de una manera productiva, ya que al seguir aumentando los precios, provocan el surgimiento de nuevas alternativas de explotación para generar diversos combustibles rentables con la misma función y mayor rendimiento. Esta competencia ya ha empezado con la introducción de la tecnología en los autos, los cuales son los autos ecológicos. Sus motivaciones son económicas y de control del mercado energético. La mayoría de las petroleras ya tienen filiales o uniones con diferentes compañías eléctricas (os suena el coche eléctrico o híbrido?).

## Soluciones
Hay diversas soluciones alternativas que o bien modifican al motor, o bien no es un motor térmico, sino uno eléctrico, solar, eólico, etc.
En este final de siglo se plantean nuevos retos al automóvil: por un lado se intenta mantener el nivel de prestaciones conseguidas hasta ahora (Comodidad, velocidad, autonomía…), y por otro se trata de reducir al máximo el consumo de energía, y la contaminación ocasionada por la emisión de gases.
El coche eléctrico es, en este sentido, una posible alternativa. Se están creando prototipos de vehículos impulsados por motores eléctricos.
Una posibilidad es el motor con partes de cerámica en lugar de aleaciones. El motor cerámico dura 10 veces más porque el desgaste es prácticamente nulo. No necesita refrigeración ni lubrificación del motor porque es capaz de trabajar a más altas temperaturas sin fugas de calor. Aprovecha mucho mejor la energía porque la combustión es más perfecta, produciendo mejores prestaciones con menos consumo y sin emitir gases contaminantes como el monóxido de carbono. La razón de que no se utilice salvo en los prototipos es que la cerámica es muy frágil y puede romperse con un pequeño golpe, pero se está buscando soluciones para este problema.
Otro tipo de automóvil es el denominado coche híbrido, representado por el prototipo Opel Twin, que funciona con motor eléctrico en la ciudad y de combustión en carretera, donde es necesaria mayor autonomía. Es un vehículo que no aporta significativas ventajas.
También hay que tener en cuenta al Sol, la energía más abundante y menos contaminante de que disponemos en nuestro planeta. Se han diseñado ya cientos de modelos de coches que se mueven mediante la electricidad generada por células solares fotovoltaicas. Cada año se baten récords de velocidad y distancias recorridas por estos vehículos, capaz de lanzarse a más de 120 km/h durante miles de kilómetros sin pararse a repostar. Unos acumuladores de electricidad les permiten funcionar incluso mientras el sol está oculto.

## Motor de hidrógeno
Los coches de hidrógeno son automóviles que basan en este elemento su forma primaria de obtener poder para su locomoción. Estos vehículos pueden funcionar mediante combustión, donde el hidrógeno es “quemado” como lo hacen los tradicionales combustibles. O mediante la conversión de células de combustible que convierten el hidrógeno en electricidad y luego esta en energía para el funcionamiento del motor.
Funcionamiento 
El motor eléctrico situado debajo del capó, recibe la alimentación desde las células de combustible, que generan electricidad al mezclar el hidrógeno que contiene el depósito de combustible y el oxígeno del aire. El único residuo que genera esta reacción es vapor de agua.
Una celda o célula de combustible es un generador que se basa en procesos químicos para producir energía al combinar el hidrógeno y el oxígeno. La célula de combustible produce corriente eléctrica como una batería, pero al contrario que esta, nunca se descarga mientras se disponga de combustible en el depósito de hidrógeno. Una célula de combustible es silenciosa, limpia y bastante eficiente, por lo que nos olvidaremos para siempre de los ruidos del motor. Su precio en 2013 es prohibitivo.

## Automóviles Híbridos
Se han llamado “híbridos” a los automóviles que utilizan un motor eléctrico, y un motor de pistones o de turbina de gas para realizar su trabajo. A diferencia de los automóviles solo eléctricos, hay vehículos híbridos que no es necesario conectar a una toma de corriente para recargar las baterías, el generador y el sistema de "frenos regenerativos" se encargan de mantener la carga de las mismas. 
Al utilizar el motor térmico para recargar las baterías, se necesitan menor número de estas por lo que el peso total del vehículo es menor ya que el motor térmico suele ser pequeño. 
Tradicionalmente, los motores que han propulsado a los automóviles convencionales han sido sobredimensionados con respecto a lo estrictamente necesario para un uso habitual. La nota dominante ha sido, y es aún, equipar con motores capaces de dar una potencia bastante grande, pero que solo es requerida durante un mínimo tiempo en la vida útil de un vehículo.
Los híbridos se equipan con motores de combustión interna, diseñados para funcionar con su máxima eficiencia. Si se genera más energía de la necesaria, el motor eléctrico se usa como generador y carga la baterías del sistema. En otras situaciones, funciona solo el motor eléctrico, alimentándose de la energía guardada en la batería. En algunos híbridos es posible recuperar la energía cinética al frenar, que suele disiparse en forma de calor en los frenos, convirtiéndola en energía eléctrica. Este tipo de frenos se suele llamar "regenerativos".
La combinación de un motor de combustión operando siempre a su máxima eficiencia, y la recuperación de energía del frenado (útil especialmente en la ciudad), hace que estos vehículos alcancen mejores rendimientos que los vehículos convencionales. Se dispone de un sistema electrónico para determinar qué motor usar y cuándo hacerlo.
Los híbridos se pueden fabricar en diferentes configuraciones:
•	Paralelos: tanto la parte eléctrica como la térmica pueden hacer girar las ruedas.
•	En serie: solo la parte eléctrica da tracción, el motor térmico se utiliza para generar electricidad.
También se pueden clasificar según sea la carga de las baterías.
•	Regulares: se recargan por el funcionamiento normal del vehículo.
•	Enchufables: también se recargan conectándose a la red eléctrica.

### Ventajas
•Esta tecnología ha permitido conseguir que el consumo de combustible sea posiblemente un 20% menor que en vehículos comparables de tipo convencional.
•	Se maximiza el rendimiento del uso del combustible, pues los motores de combustión interna para híbridos son fabricados pensando en el mayor rendimiento..
•Ligera reducción de emisión de gases dañinos para el medio ambiente y los seres vivos.

### Desventajas
•Los vehículos híbridos tienen menos potencia (CVs) que automóviles convencionales comparables. No obstante, el avance de esta tecnología apunta a aminorar esta brecha y tanto la velocidad máxima del vehículo, como la autonomía son parecidas a los puramente térmicos.
•Mayor peso que un coche convencional (hay que sumar el motor eléctrico y, sobre todo, las baterías), y por ello un incremento en la energía necesaria para desplazarlo. El peso del vehículo se puede aminorar usando carrocerías más ligeras de aluminio, fibra de carbono o fibra de vidrio. 
•Más complejidad, lo que dificulta las revisiones y reparaciones del vehículo.
•La inversión inicial es mayor para adquirir un “híbrido” que para adquirir un “convencional” comparable.

## Automóviles Eléctricos

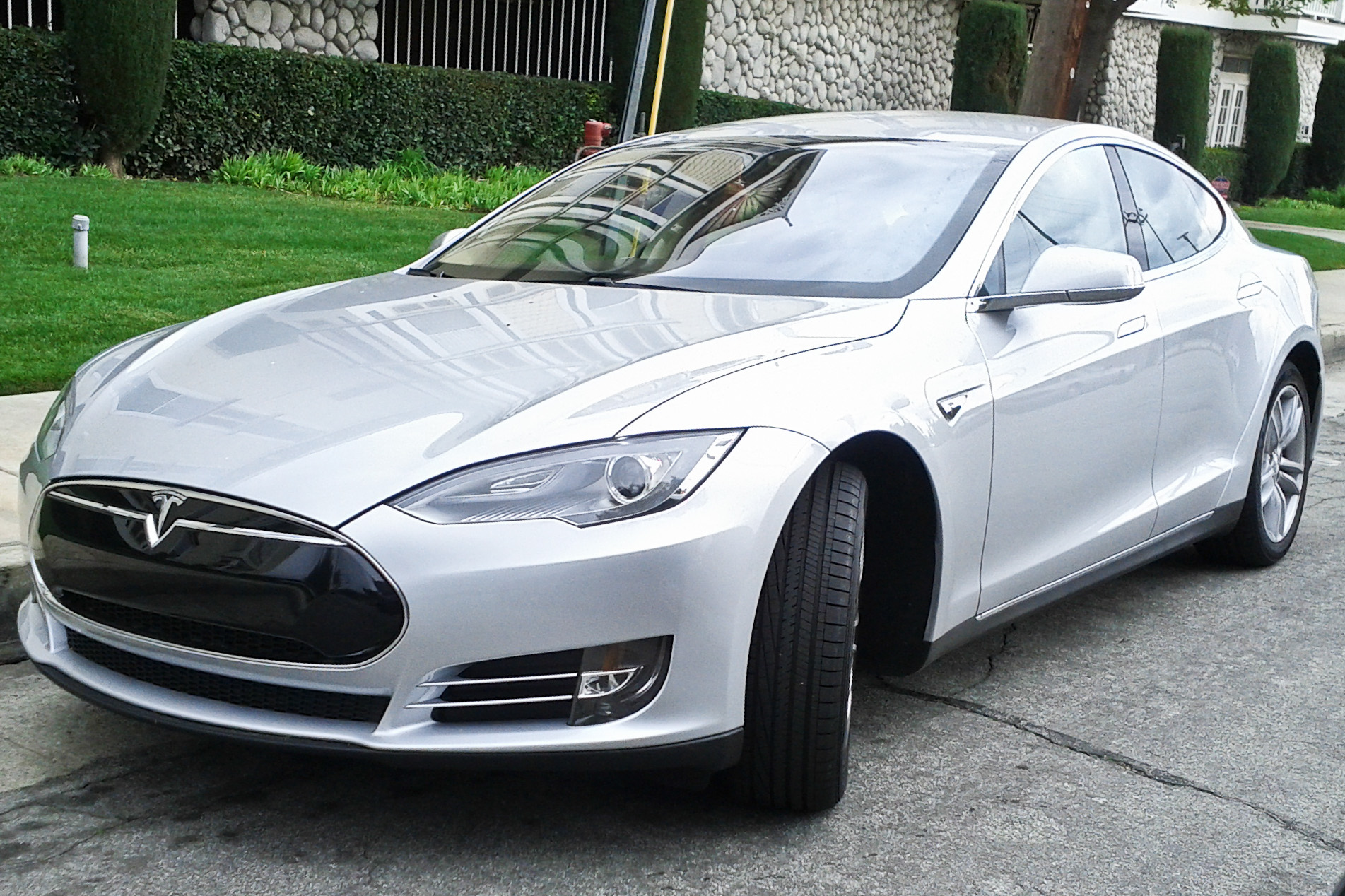
El Tesla Model S fue declarado automóvil verde del año 2013.

La diferencia principal entre los coches híbridos y los totalmente eléctricos, es que los primeros cuentan con motores de combustión (o térmicos) más uno o varios eléctricos. Sin embargo los vehículos eléctricos, como su propio nombre indica, únicamente obtienen su propulsión a partir de un motor eléctrico.
Sin embargo, lo que mucha gente no conoce, es que los coches eléctricos, pueden obtener la energía para su propulsión, a través de varias fuentes de energía. Aunque la fuente de energía más extendida en todo el mundo es la química y eléctrica (las baterías), existen otras fuentes: como son la cinética (como el volante de inercia, una especie de KERS, en la F1), energía solar y energía nuclear. Otra fuente de energía que cada vez está más extendida es la pila de combustible; en este caso por ejemplo con hidrógeno. Sin embargo este tipo de coches, lo dejaremos para un futuro artículo más especializado sobre los coches que funcionan con hidrógeno, pero siguen siendo considerados como coches eléctricos.
Los coches eléctricos son más simples
Los híbridos en serie son más eficientes que el resto de los híbridos, precisamente por el hecho de que un sistema de propulsión eléctrica es mucho menos complejo que los coches con motor de combustión. Es por ello, que un coche totalmente eléctrico, siempre será mucho más eficiente, puesto que es menos complejo.
Esto hace que la transmisión de la fuente de energía al asfalto siempre se podrá realizar de manera más óptima. Por decirlo de alguna manera, a igual cantidad de energía, el coche eléctrico consume menos y contamina menos también. A continuación vamos a ver los principales elementos que conforman un coche eléctrico:
•	Motor: por supuesto eléctrico, se encarga de impulsar al vehículo. Pueden ser uno o más. También actúa como inversor y así recuperar la energía y poder aumentar la autonomía del vehículo.
•	Puerto de carga: es el lugar por el que recargamos el automóvil. Se trata de una toma exterior. Puede haber otra toma, pero de carga rápida (como un enchufe trifásico), de tal forma que recarguemos el automóvil de forma más rápida.
•	Transformadores: sirven para convertir la electricidad de la toma exterior en valores de voltaje y amperaje válidos para el funcionamiento del automóvil. Rellenan las baterías y sirven también como apoyo al sistema de refrigeración del automóvil (fundamentalmente las baterías, entre otros).
•	Baterías: en este caso, es la fuente de energía del vehículo. Se pueden recargar, y dependiendo de su capacidad, dependerá también su autonomía. Suelen calentarse, por lo que deben tener un sistema de refrigeración adecuado.
•	Controladores: comprueban el correcto funcionamiento por eficiencia y seguridad, regulan la energía que recibe o recarga el motor.
Precisamente por tener tan pocos elementos, y ser un sistema más simple que el de los coches que utilizan combustible son más eficientes. De hecho, como dato curioso, un coche eléctrico convierte entre el 60 y 90% de su energía en energía mecánica, y por lo tanto en movimiento. Sin embargo, los coches de combustión interna, solo llegan estar entre un 15 y 20% de conversión. Además hay que puntualizar, que los motores pueden llegar fácilmente hasta las 20.000 rmp, generando muy poco ruido, y necesitando muy poco mantenimiento para su funcionamiento óptimo. También hay que decir que su rendimiento empeora bastante con el frío, algo que no les sienta nada bien a las baterías.

### Noticias
- Vídeo de coche eléctrico puro: http://www.youtube.com/watch?v=nsmNU0BMkv8 , Del proyecto GreenWheel, un prototipo ecológico que han diseñado alumnos y profesores de FP en el Instituto IES Francisco de Goya de Molina, en Murcia. También tienen un portal: http://www.iesgoya.com/greenwheel/ (enlace roto disponible en Internet Archive; véase el historial, la primera versión y la última). y van a competiciones al extranjero.

- VehiculosVerdes.com , sitio dedicada exclusivamente a noticias de vehículos verdes
- MotorFull, noticias sobre vehículos de propulsión alternativa en español Archivado el 26 de junio de 2008 en Wayback Machine..
- Emovement, blog dedicado a la propulsión alternativa
- Redacción Automóvil panamericano (2009, enero). Entrevista: Carlos Ghosn. Automóvil panamericano, 168, 18-19.
- Redacción Diario crítico de la Argentina (2009, 26 de enero). Obama impulsa los autos ecológicos, [en línea]. Argentina: Diario crítico de la Argentina. Recuperado el 12 de marzo de 2009, de
- http://criticadigital.com.ar/index.php?secc=nota&nid=17761&pagina=1 (enlace roto disponible en Internet Archive; véase el historial, la primera versión y la última).
- Redacción Milenio en línea (2008, 28 de noviembre). Autos híbridos, libres del pago de tenencia, [en línea]. México: Grupo editorial Milenio. Recuperado el 12 de marzo de 2009, de http://impreso.milenio.com/node/8502272 (enlace roto disponible en Internet Archive; véase el historial, la primera versión y la última).
- Mdz.com (2008). Darán beneficios para comprar autos ecológicos para circular, periódico [en línea]. Recuperado el 12 de marzo de 2009 de, https://web.archive.org/web/20080804075856/http://www.mdzol.com/mdz/nota/56716-Dar%C3%A1n-beneficios-para-comprar-autos-ecol%C3%B3gicos-para-circular/
- Genatios, C. y Lafuente, M. (2005, 12 de agosto). Crisis petrolera y cambio tecnológico, [en línea]. Voltairenet.org. Recuperado el 26 de marzo de 2009, de http://www.voltairenet.org/article126714.html
- Redacción Ambientum (2003, febrero). Coches con etiqueta ecológica. Revista Ambientum. Recuperado el 25 de marzo de 2009, de http://www.um.es/gtiweb/allmetadata/coches%20ecologicos.htm (enlace roto disponible en Internet Archive; véase el historial, la primera versión y la última).
- Evoluz (2006, noviembre). Chile país de diseño. Autos para un futuro mejor. Recuperado el 25 de marzo de 2009, de http://www.chilepd.cl/content/view/3130/Autos_ecologicos_para_un_futuro_mejor.htm (enlace roto disponible en Internet Archive; véase el historial, la primera versión y la última).

- Director de la Volkswagen, centro Mario Molina, embajada de Canadá. (2009, marzo). Simposio de Energía en Norte América; presentado en el centro de convenciones, Puebla, México.
- http://www.mecanicavirtual.org/hibridos.htm
- http://motorfull.com/2010/09/especial-coches-electricos-como-funcionan Archivado el 4 de abril de 2011 en Wayback Machine.
- http://www.infobae.com/contenidos/374648-100894-0-Presentan-un-motor-que-podría-revolucionar-la-industria-energética (enlace roto disponible en Internet Archive; véase el historial, la primera versión y la última).

- Datos: Q387420